# Traismauer
Traismauer – miasto w Austrii, w kraju związkowym Dolna Austria, w powiecie St. Pölten-Land. Według Austriackiego Urzędu Statystycznego liczyło 5 877 mieszkańców (1 stycznia 2014).